# Magdalena Bendzisławska
Magdalena Bendzisławska (przełom XVII i XVIII wieku) – chirurg w kopalni w Wieliczce, jedna z pierwszych w Polsce kobiet chirurgów.

## Życiorys
Była żoną cyrulika kopalnianego z kopalni w Wieliczce Walentego Bendzisławskiego. Małżonkowie mieszkali przy kopalni. Magdalena Bendzisławska uczyła się od męża fachu, była jego asystentką. Przeszła przez wszystkie szczeble kariery, odbyła trzyletnią praktykę. Po jej zakończeniu została półtowarzyszką, a potem towarzyszką w cechu cyrulików. Po śmierci męża przejęła zakład, co wówczas się często zdarzało, lecz nie zatrudniła w nim żadnego czeladnika, a sama podjęła pracę, przejmując posadę męża. Prawo do wykonywania zawodu uzyskała na mocy dyplomu królewskiego wydanego przez Augusta II Mocnego 6 października 1697. W przywileju przyznano, że jest chirurgiem w swym rzemiośle doskonałym i ma prawo, wiedzę i umiejętności, by przejąć obowiązki lekarki żupnej. W 1698 skorzystała z obecności w kopalni Komisji Wizytującej i wystąpiła o potwierdzenie prawa do wykonywania zawodu. Przedłożyła dwa przywileje: nadany mężowi w 1694 i nadany jej w 1697. Komisja przyznała jej prawa i przywileje członkini cechu cyrulików. Musiała złożyć przyrzeczenie według roty, okazać komplet narzędzi (puzdro z brzytwami, nożycami, grzebieniami, kleszcze do zębów, szczypczyki stomatologiczne, słój z pijawkami i inne) oraz wykazać się umiejętnością wykonywania maści i opatrunków, znać anatomię i umieć stosować leki na urazy wewnętrzne. W praktyce zawodowej podejmowała czynności dentystyczne, chirurgiczne i okulistyczne: usuwała zaćmę i ciała obce z oka, unieruchamiała złamania, usuwała zęby, opatrywała rany, puszczała krew.
Była pierwszą w Polsce kobietą, która uzyskała dyplom chirurga, pierwszą cyruliczką znaną z imienia i nazwiska. Prawdopodobnie już wcześniej wdowy, np. z Krakowa, prowadziły zakłady cyruliczne (Bernatowa w XVI w. i jej poprzedniczka Katarzyna).
Jej dalsze losy nie są znane.
Postać jest znana dzięki badaniom prof. Zdzisława Gajdy.

## Upamiętnienie
W 2011 ustanowiono medal jej imienia wręczany zasłużonym chirurżkom szczękowym. Został zaprojektowany przez medalierkę Małgorzatę Kotównę i wykonany w jej pracowni w Krakowie. Laureatkami zostały: prof. Jadwiga Stypułkowska (2011), dr Maria Panaś (2018), dr hab. Grażyna Wyszyńska-Pawelec (2019).
W dniu 25 maja 2012 w kopalni soli w Wieliczce odsłonięto tablicę upamiętniającą Bendzisławską.
W 2018 uczniowie i uczennice Szkoły Podstawowej nr 2 w Wieliczce wzięli udział w międzynarodowym projekcie poświęconym kobietom w nauce. Opisali historię Bendzisławskiej. W 2019 Bendzisławska była jedną z pięciu bohaterek kolażu o wyjątkowych Polkach przygotowanego w ramach projektu „Uniwersytet Malucha w Kostrach-Noskach”, realizowanego pod patronem Fundacji Larus w ramach „Podlaskie Lokalnie” (FIO).
W 2021 ukazał się komiks Karolina i Klara. Medalion czasu autorstwa Sebastiana Frąckiewicza i Anny Krztoń. Jedną z bohaterek jest Bendzisławska. Komiks wydała Fundacja Kosmos dla Dziewczynek. Przed wydaniem wersji książkowej komiks ukazał się w czasopiśmie „Kosmos dla Dziewczynek”. Bendzisławska pojawia się też w publikacji Anny Dziewitt-Meller Damy, dziewuchy, dziewczyny. Historia w spódnicy (2020).
W 2021 ukazała się gra karciana Akademia Superbohaterów o polskich naukowcach i naukowczyniach przygotowana przez Tomasza Rożka w ramach projektu Akademia Superbohaterów. Jedną z bohaterek jest Bendzisławska.